# Tom Welo
Tom Petter Andreas Wiel Welo (Oslo, 23 de septiembre de 1947) es un deportista noruego que compitió en remo. Ganó una medalla de bronce en el Campeonato Mundial de Remo de 1970, en la prueba de cuatro con timonel.

## Palmarés internacional
| Campeonato Mundial | Campeonato Mundial      | Campeonato Mundial | Campeonato Mundial |
| Año                | Lugar                   | Medalla            | Prueba             |
| ------------------ | ----------------------- | ------------------ | ------------------ |
| 1970               | St. Catharines (Canadá) | Medalla de bronce  | Cuatro con timonel |